# Spindelwag

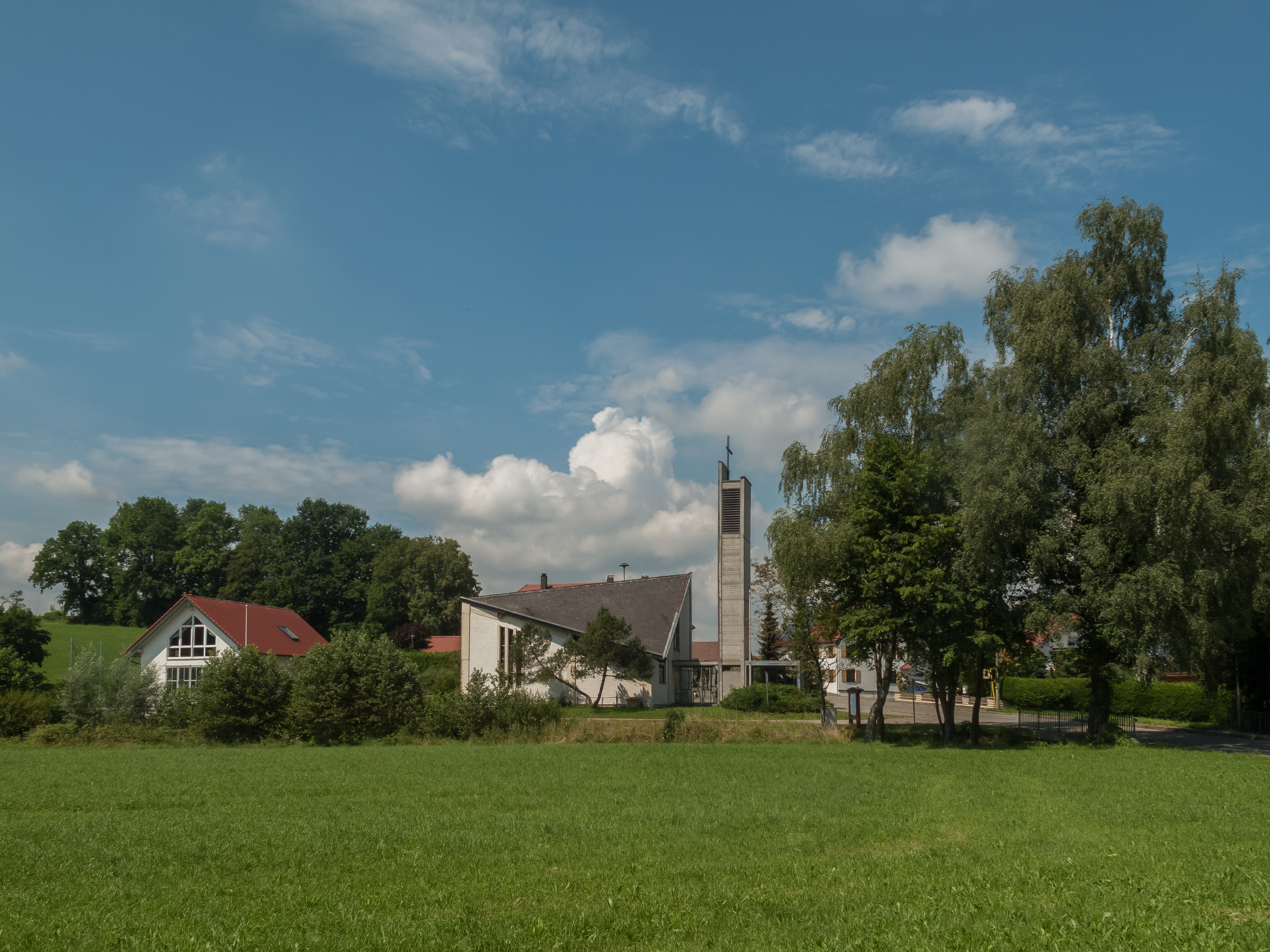
Kirche in Spindelwag

Spindelwag ist ein Ortsteil der Gemeinde Rot an der Rot im Landkreis Biberach in Oberschwaben.

## Gliederung
Zugehörig zu Spindelwag sind die Teilgemarkungen Berg, Boschen, Bürken, Dietenberg, Emishalden, Häldele, Konradsweiler, Landoltsweiler, Mühlberg, Senden und Stelle.

## Beschreibung
Die kleine Ortschaft Spindelwag befindet sich ungefähr drei Kilometer südwestlich von Rot an der Rot an der Landesstraße 300. Durch den Ortsteil fließt der Ellbach. Seit dem 15. Jahrhundert gehörte es im Wesentlichen zum Kerngebiet des Klosters Rot an der Rot. Eine erste Erwähnung Spindelwags als Allod des Klosters findet sich um 1182. Auf der Gemarkung liegen Reste der Höhenburg Dietenberg.
Das Kloster besaß seit 1476 im Ort eine Mühle und später eine Sägemühle als Leiblehen, mit insgesamt fünfzig Jauchert Land. Eine weitere Mühle, die Kesselsteigmühle, lag etwas außerhalb des Ortes, in der heutigen Ansiedlung Hammerschmiede.
Nach der Aufhebung des Klosters und Unterstellung unter die Staatshoheit des Königreichs Württemberg verblieb der Ort beim Patrimonialobervogteiamt Rot an der Rot. Später kam es zum Oberamt Leutkirch. Neben Oberopfingen hatte Spindelwag das geringste Gewerbesteueraufkommen im Oberamt Leutkirch. 1939 kam es zum Landkreis Biberach.
1969 wurde dem Ort ein Wappen verliehen. Am 1. Juli 1971 wurde Spindelwag nach Rot an der Rot eingemeindet.
Im Jahre 2011 befinden sich in Spindelwag ein Palettenhersteller des Verbundes Paletten aus Rot an der Rot, eine Gastwirtschaft, Schreinerei und mehrere landwirtschaftliche Betriebe. Der Ort unterhält eine eigene Feuerwehr. Die Alte Mühle ist als Kulturdenkmal eingetragen.

## Literatur

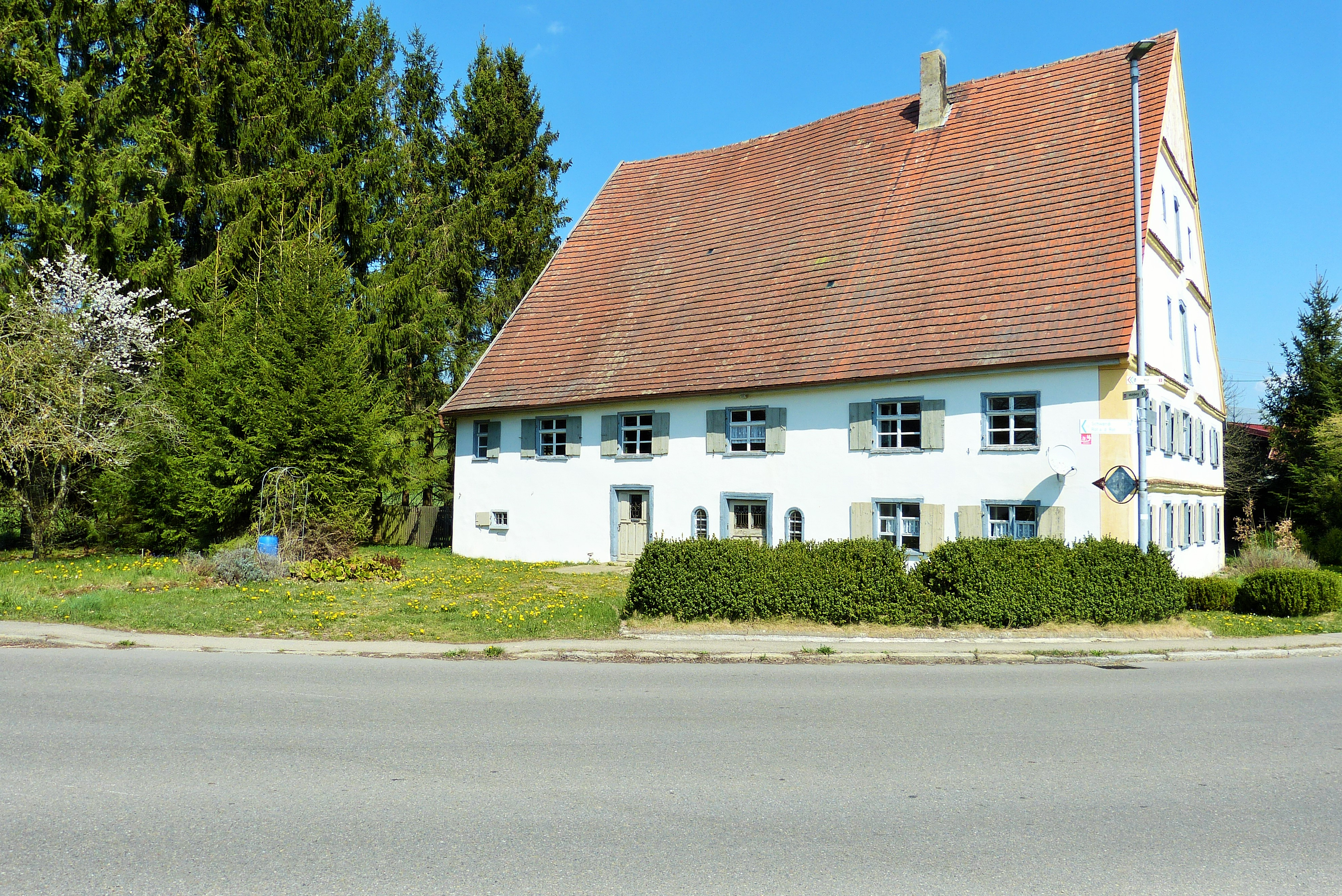
Malmühle Spindelwag, 2020